# Krînîcikî, Hoșcea
Krînîcikî (în ucraineană Кринички) este localitatea de reședință a comunei Krînîcikî din raionul Hoșcea, regiunea Rivne, Ucraina.

## Demografie
Componența lingvistică a localității Krînîcikî
     Ucraineană (98,22%)
     Rusă (1,78%)
Conform recensământului din 2001, majoritatea populației localității Krînîcikî era vorbitoare de ucraineană (98,22%), existând în minoritate și vorbitori de rusă (1,78%).